# Этиго-Юдзава (станция)
Станция Этиго-Юдзава (яп. 越後湯沢駅 Этиго-Юдзава-эки) — железнодорожная станция расположенная в курортном городе Юдзава, префектура Ниигата, Япония. Станция управляется JR East. На станции также можно купить различные сувениры и имеются пункты питания.

## История
- 1 ноября 1925 года - открытие станции.
- 15 ноября 1982 года - запущена линия Дзёэцу-синкансэн.
- 20 декабря 1990 года - Линия Гала-Юдзава открывается до станции Гала-Юдзава.

## Линии
Станция Этиго-Юдзава обслуживает следующие линии:
- JR East
  - Дзёэцу-синкансэн
  - Линия Дзёэцу
- Хокуецу Экспресс
  - Линия Хокухоку